# Камамбер

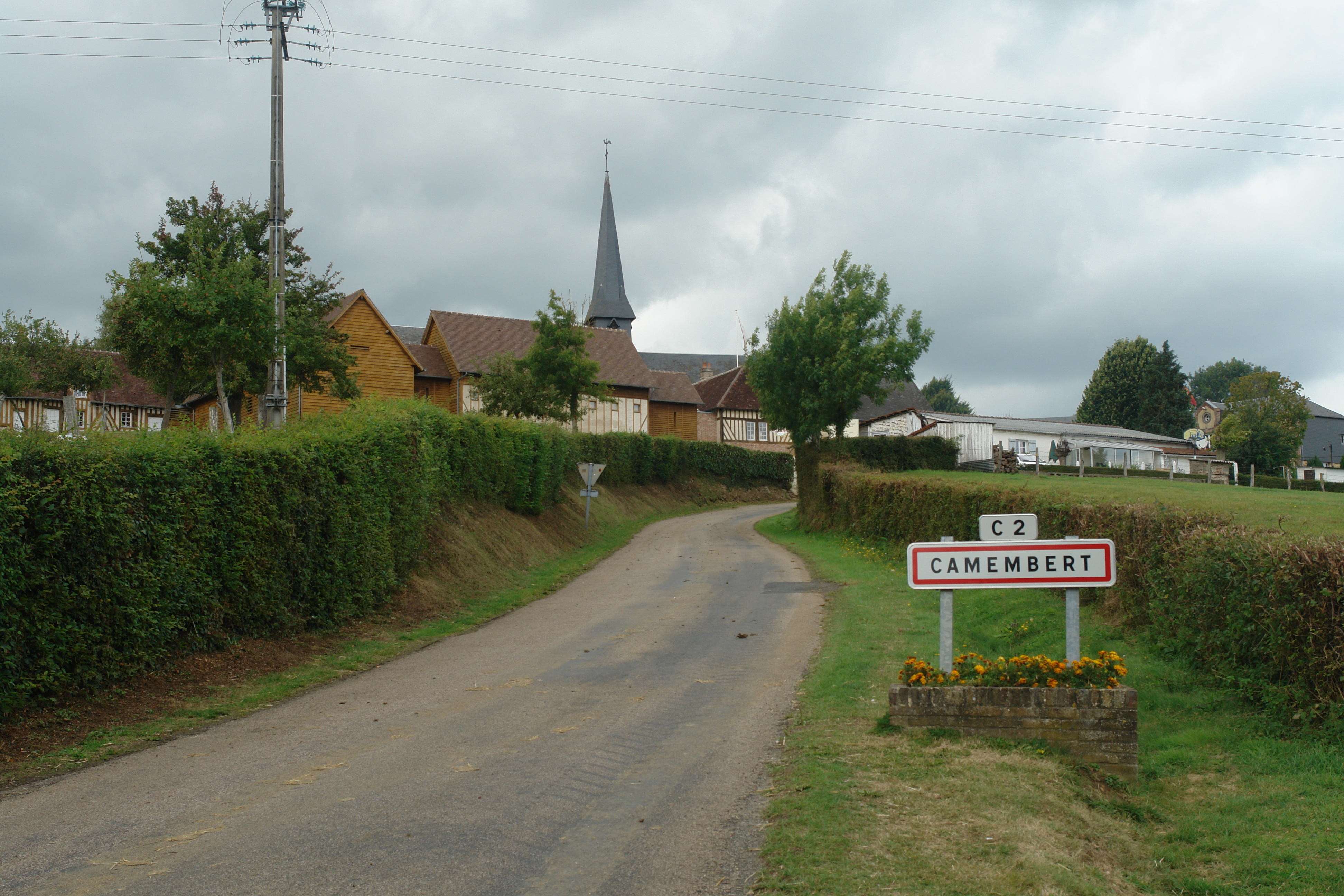
Деревня Камамбер

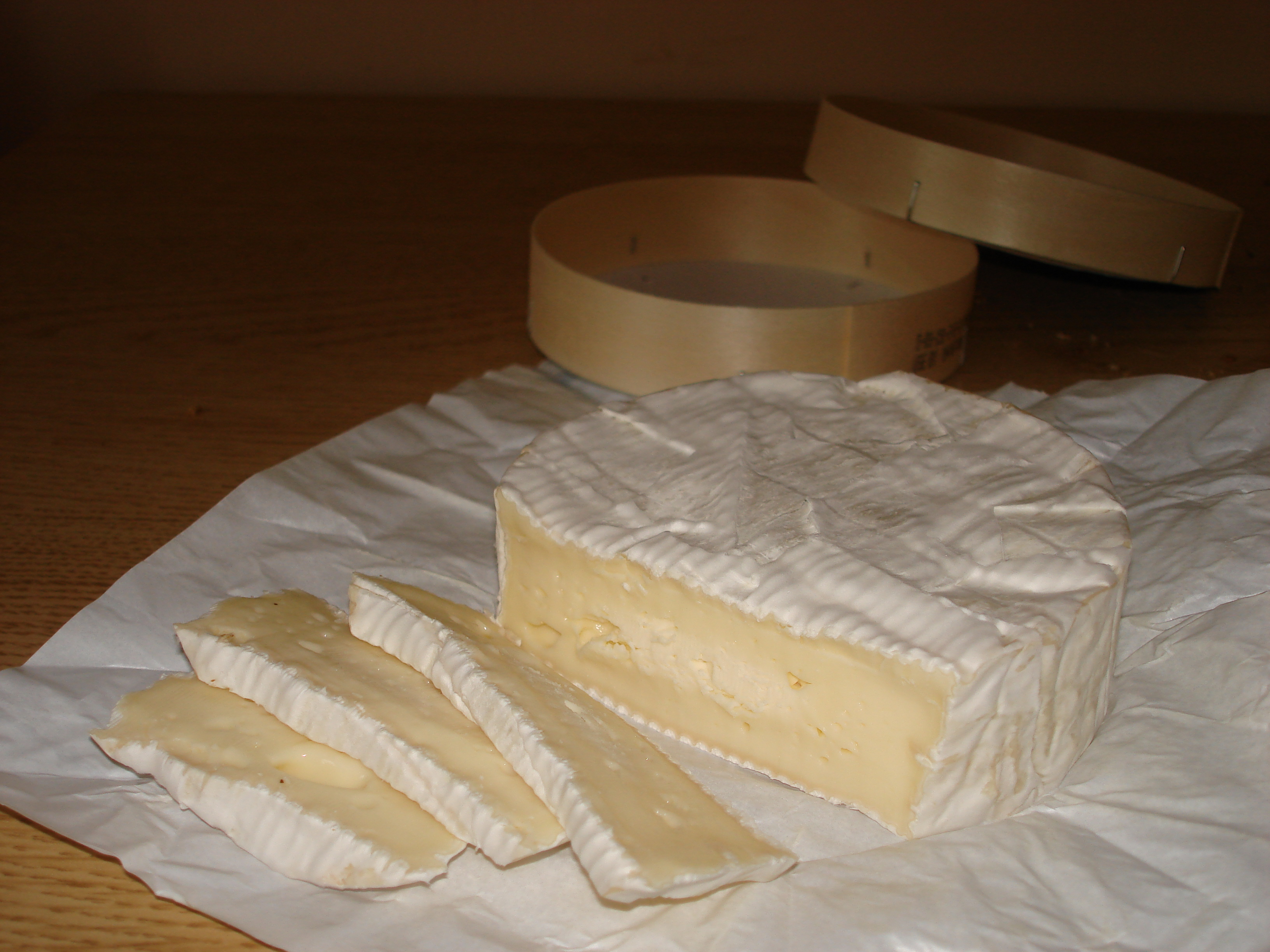
Камамбер

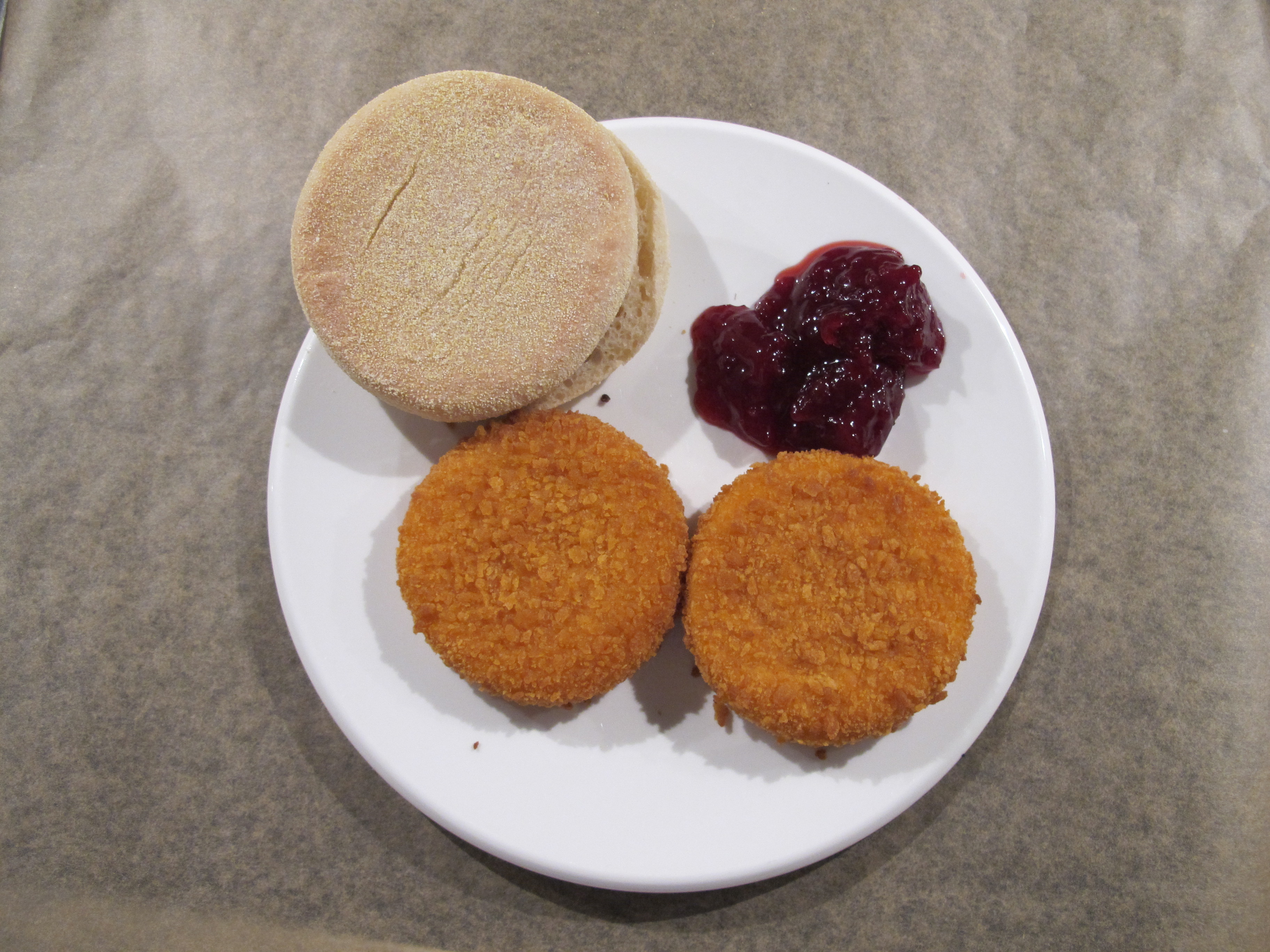
Жаренный в панировке камамбер, сервированный с брусничным соусом

Камамбе́р (фр. camembert) — сорт мягкого жирного сыра, изготавливаемый из коровьего молока. Имеет цвет от белого до светло-сливочного. Имеет нежный, чуть грибной вкус. Снаружи камамбер покрыт корочкой, образованной культурой Geotrichum candidum, поверх которой растёт белая плесень Penicillium camemberti.
Французский поэт и прозаик Леон-Поль Фарг охарактеризовал аромат камамбера как «запах ног Бога» (Le camembert, ce fromage qui fleure les pieds du bon Dieu).

## Изготовление
Камамбер изготавливается из цельного коровьего молока, в которое иногда добавляют небольшое количество обезжиренного молока. Размеры камамбера: толщина — 3,1 см, диаметр — 11,3 см; его вес — 340 грамм. Из 25 литров молока можно получить 12 таких сыров.
При производстве камамбера в жаркую погоду встречаются трудности, и поэтому камамбер обычно делают в период с сентября по май. Молоко поступает непастеризованным в ушатах объёмом 27 л с крышками. Лучший сыр получают из двух порций — половину сгустка помещают в формы вечером, а остальную часть на следующее утро. На 4,5 л молока при температуре 27 °C добавляют 0,5 мл сычужного фермента (реннина). Свёртывание наступает через 2 часа; молоко следует периодически помешивать, не допуская отстоя сливок. Поскольку на заводе может не оказаться плесени, характерной для камамбера, культуру плесени можно приготовить из кусочка хорошего камамбера и внести в молоко до сычужного свёртывания.
Сгусток разливают в металлические формы, установленные на соломенных матах на наклонной сушильной доске. Сыр оставляют на ночь, к утру он уменьшается примерно до 2/3 своих первоначальных размеров. Утром весь процесс повторяют, но до разлива нового сгустка поверхность старого сгустка в формах осторожно нарушают. Спустя день после добавления второго сгустка сыр должен быть достаточно твёрдым, чтобы его можно было перевернуть. Эта операция требует большого искусства.
Когда сгусток отстанет от боковых стенок формы, его солят. Затем сыр кладут на полки и дважды в день переворачивают. Когда развитие хорошей белой плесени будет ясно заметно, сыр переносят в сушильное помещение, в котором можно регулировать температуру и влажность. Оптимальная температура 13 °C, а воздух лишь слегка влажный. При благоприятных условиях рост плесени происходит быстро, и очень скоро поверхность белой плесени становится голубой, так что сыр имеет голубовато-серый вид. Если воздух слишком сухой, может образоваться другая плесень тёмно-зелёного или чёрного цвета. Сыр затем переносят в другое подвальное помещение с температурой примерно 10 °C и высокой влажностью. В этих условиях рост плесени значительно замедляется, а сама плесень приобретает красновато-коричневую окраску. Теперь сыр становится вязким и считается созревшим.
При разрезании сыр должен быть твёрдым. Твёрдая середина, окружённая полужидкой массой около корок, указывает на то, что сыр приготовлен плохо. Правильное созревание камамбера контролируется последовательностью появления на его поверхности различных видов плесени. Как уже отмечалось, белая плесень превращается в голубовато-серую, а затем в красновато-коричневую. Если последовательность иная, сыр не будет первоклассным. Продукт транспортируют в лёгких деревянных ящиках или упаковывают в солому сразу по шесть сыров. Камамбер нужно быстро продать, поскольку он плохо хранится.

## История
Тот сыр, который мы сейчас называем камамбером, возник лишь в конце XIX века. В 1890 году инженер М. Ридель (M. Ridel) изобрёл деревянную коробку, которая использовалась для транспортировки этого сыра и позволяла перевозить его на большие расстояния, в особенности в США, где он стал очень популярен. Эти коробки используются до сих пор.
Популярность камамбер приобрёл во время Первой мировой войны. С начала войны в армию закупали канталь и грюйер, которых для двух миллионов солдат постоянно не хватало. Нормандские производители сыра начали поставлять камамбер в армию в больших количествах.

## Легенда
Считается, что первый камамбер был изготовлен в 1791 году нормандской крестьянкой Мари Арель (фр. Marie Harel). Согласно легенде, Мари Арель во время Великой французской революции спасла от смерти скрывавшегося от преследования монаха, который в благодарность открыл ей известный лишь ему секрет приготовления этого сыра.
Эту легенду о происхождении сыра впервые изложил перед широкой общественностью мэр небольшого французского городка Вимутье. Все началось с того, что в начале XX века один врач для лечения своих тяжелобольных пациентов применял нормандский сыр. В благодарность вылеченные пациенты воздвигли в его честь небольшой монумент недалеко от деревни Камамбер. И тогда, покопавшись в архивах, мэр обнаружил, что в конце восемнадцатого века в деревушке Камамбер жила некая Мари Арель, торговавшая на рынке необычайно вкусным и необычным на вид сыром. А в 1928 году на площади Вимутье состоялось торжественное открытие мемориала в честь девушки и знаменитого сыра.

## Документальные фильмы
- 2006 — Камамбер — сыр-легенда / Mythique Camembert (реж. Эрве Ребийон / Hervé Rébillon)